# 전독일노동자협회
전독일노동자협회(독일어: Allgemeiner Deutscher Arbeiter-Verein; ADAV)는 페르디난트 라살이 1863년 5월 23일 작센 왕국 라이프치히에서 창당한 개량주의 정당이다. 유럽사상 최초의 조직적 노동계급 대중정당이었다.
전독일노동자협회는 독일 제국이 성립되기도 전인 독일 연방 시절에 활동한 정당으로서 독일 연방의 맹주국인 오스트리아 제국에서도 활동했다.
1875년 사회민주노동자당과 합당하여 독일사회주의노동자당이 되었다. 합당하지 못한 전독일노동자협회 오스트리아 지회는 오스트리아 사회민주당이 되었다.